# French Exit (álbum)
French Exit é o primeiro álbum de estúdio da banda indie pop americana TV Girl. Foi lançado em 5 de junho de 2014 e segue o lançamento de sua primeira mixtape The Wild, The Innocent, The TV Shuffle e seu terceiro EP Lonely Women. A banda descreve as músicas do álbum como "sobre luxúria perdida, muito amor e pouco".
A capa do álbum é uma foto editada tirada da coleção de poesia de Mary Lee Gowland de 1969, Tender Bough. No encarte do álbum, afirma-se que a imagem foi tirada pelo pai de Mary, Peter Gowland, e usada como capa do álbum com sua permissão. O álbum recebeu mais popularidade através do TikTok, após o aumento no uso da nona faixa do álbum, "Lovers Rock", que tinha mais de 800 milhões de streams no Spotify em 2024.

## Promoção

### Digressão
Em março de 2020, a banda anunciou as datas da turnê em apoio ao aniversário de "seis anos e meio" do French Exit, originalmente começando em 23 de abril de 2020 e terminando em 23 de julho de 2020, que seria posteriormente adiado devido à pandemia de COVID-19. A banda anunciou novas datas da turnê French Exit 6.5 Year Anniversary, com Jordana como banda de abertura de alguns shows. A turnê começou em 22 de setembro de 2021 e terminou em 18 de dezembro de 2021.

## Recepção
French Exit foi chamado de "notavelmente sólido" pela Bandwagon Magazine.
O álbum também foi referido como "refrescante, relaxante e cínico" pela KSUA Radio. KRUI-FM descreveu o álbum como um álbum com "ganchos melódicos, letras prosaicas e samples inovadores".

## Lista de faixas
Todas as faixas escritas e compostas por Brad Petering, exceto "Daughter of a Cop", co-escrita por Mat Cothran. 
| N.º            | Título               | Duração |  |
| 1.             | "Pantyhose"          | 2:57    |  |
| 2.             | "Birds Don't Sing"   | 3:29    |  |
| 3.             | "Louise"             | 3:14    |  |
| 4.             | "Hate Yourself"      | 3:33    |  |
| 5.             | "The Getaway"        | 3:44    |  |
| 6.             | "Talk to Strangers"  | 2:57    |  |
| 7.             | "The Blonde"         | 3:47    |  |
| 8.             | "Daughter of a Cop"  | 2:33    |  |
| 9.             | "Lovers Rock"        | 3:33    |  |
| 10.            | "Her and Her Friend" | 3:29    |  |
| 11.            | "Come When You Call" | 3:38    |  |
| 12.            | "Anjela"             | 3:44    |  |
| Duração total: | Duração total:       | 40:43   |  |

| Faixas bónus da edição de luxo japonesa |                                  |         |  |
| N.º                                     | Título                           | Duração |  |
| 13.                                     | "Girls Like Me"                  | 2:36    |  |
| 14.                                     | "Misery"                         | 2:37    |  |
| 15.                                     | "I Wonder Who She’s Kissing Now" | 2:46    |  |
| 16.                                     | "All a Dream"                    | 3:11    |  |
| 17.                                     | "Melanie"                        | 4:38    |  |
| Duração total:                          | Duração total:                   | 56:31   |  |

Créditos de amostragem
- "Birds Don't Sing" contém samples de "Seven Minutes in Heaven", interpretada pelos The Poni-Tails.
- "Lovers Rock" contém samples de "The Dance Is Over", interpretada pelos The Shirelles.

## Créditos
Créditos adaptados das notas de capa de French Exit.
- Brad Petering – vocais, composição, gravação, produção, mixagem;
- Jason Wyman – gravação, produção, mixagem, masterização;
- Mat Cothran – composição (faixa 8);
- Dan Komin – baixo e guitarra (faixas 3 e 12);
- Faith Harding – backing vocals (faixas 2, 4-5, 8-9, 11);
- Trung Ngo – vocais adicionais (faixas 2 e 4);
- Ally Hasche – vocais adicionais (faixa 3);
- Wyatt Harmon – vocais adicionais (faixa 11);
- Madison Acid – design artístico;
- Peter Gowland – fotografia (usada com permissão de sua filha Mary Lee Gowland).

## Posição nas paradas musicais
| Parada (2023)    | Melhor posição |
| ---------------- | -------------- |
| Lituânia (AGATA) | 41             |

## Nota
- Este artigo foi inicialmente traduzido, total ou parcialmente, do artigo da Wikipédia em inglês cujo título é «French Exit (album)», especificamente desta versão.